# Chainsaw
Chainsaw – polski zespół heavymetalowy powstały w lipcu 1997 w Bydgoszczy. W 2010 roku zespół zawiesił działalność. W lipcu 2011 zespół wznowił działalność.

## Historia
Pierwszy skład zespołu przedstawiał się następująco: Maciej „Maxx” Koczorowski (wokal), Jarosław Gajczuk-Zawadzki (gitara), Marcin „Siwy” Gajczuk-Zawadzki (perkusja), Paweł „Ostry” Ostropolski (bass) oraz Marcin Kuras (gitara). Muzycy ci nagrali w 1997 dwie kasety z coverami oraz pierwszymi własnymi kompozycjami pt. First Steps i Second Steps. W 1998 miejsce Kurasa zajął Sebastian „Bigos” Ostrowski. Chainsaw grał coraz więcej koncertów w regionie, zespół zarejestrował także swoje pierwsze demo pod tytułem „Frogs”.
Kolejnym ważnymi etapami w historii grupy było dołączenie Daniela „Demona” Karwickiego (bas) oraz Arkadiusza „Rygla” Rygielskiego (gitara). Z tymi muzykami w składzie zespół nagrał w pilskim „Studio Q” swój pierwszy profesjonalny materiał o nazwie Chainsaw. Nie zyskał on jednak uznania zarówno krajowych, jak i zagranicznych wydawców, wskutek czego pozostał rozprowadzany jako 42-minutowe demo na nośnikach CD-R. Do dziś Chainsaw rozeszło się w ilości ponad 1000 sztuk, stając się jedną z najbardziej popularnych demówek ostatnich lat w polskim podziemiu heavymetalowym.
W okresie 2000–2002 Chainsaw wystąpił na licznych koncertach u boku między innymi Turbo, Kat, Ceti, Acid Drinkers czy też Hunter. Przez wiele magazynów (m.in. Metal Hammer, Heavy Metal Pages) został uznany największą nadzieją polskiego melodyjnego heavy metalu. Kolejnym wydawnictwem w historii grupy był album Electric Wizards z 2002 (nagrany ponownie w „Studio Q”). Pierwsze wydanie tego krążka zostało całkowicie sfinansowane ze środków zespołu, w lipcu 2003 materiałem zainteresowała się jednak niemiecka Shark Records. Efektem tego było wypuszczenie tego wydawnictwa w Europie Zachodniej przez tę wytwórnie, a także na jej licencji w Polsce przez Metal Mind Productions. Reedycja Electric Wizards sygnowana przez Shark Records/MMP została z przyczyn prawnych podpisana jako „The Chainsaw” a nie „Chainsaw”.
W ramach promocji albumu zespół wystąpił na kilkudziesięciu koncertach, wśród których najbardziej godne odnotowania są udziały w festiwalach Hell Fest (wspólnie z Ancient Rites), Rock Węgorzewo (wspólnie z Hunter, Sweet Noise), Metalmanii 2004 oraz „Rock Against Terrorism” (wspólnie z Sylvan, Riverside, Corruption). Grupa zagrała także support podczas warszawskiego koncertu zespołu Classic Whitesnake (złożonego z byłych muzyków Black Sabbath oraz Whitesnake). We wrześniu 2004 Chainsaw podpisał kontrakt z Empire Records na wydanie albumu The Journey into the Heart of Darkness, którego premiera miała miejsce 25 lutego 2005.
W ramach promocji wydawnictwa Chainsaw zagrało ponad 50 koncertów w Polsce, Czechach, Słowacji i Niemczech występując zarówno na dużych festiwalach (BasinFire Fest - Czechy, More Than Fest - Słowacja, Dratofest - Czechy, Hunterfest - Polska), jak i klubowych koncertach (dwie trasy koncertowe po Polsce). Zespół wziął również udział 11 grudnia 2005 w charytatywnym koncercie pamięci byłego perkusisty Vader – Docenta.
Po intensywnym okresie występów live Chainsaw rozpoczęło sesję nagraniową swojego trzeciego albumu. Premiera A Sin Act odbyła się w październiku 2006 (ponownie nakładem Empire Records). W ramach promocji płyty zespół w listopadzie 2006 udał się na trasę koncertową wspólnie z byłym wokalistą Iron Maiden – Paulem Di’Anno oraz na początku 2007 z grupą Turbo.
W czerwcu 2008 zespół wydał swój czwarty album Acoustic Strings Quartet. Zawiera on nowe aranżacje wybranych utworów opublikowanych wcześniej przez grupę. Również w czerwcu zespół odbył w Studio X w Olsztynie sesję nagraniową planowanej na 23 lutego 2009 płyty Evilution. 
2 sierpnia 2008 zespół wystąpił na festiwalu Wacken Open Air, gdzie zajął drugie miejsce w światowym finale. W listopadzie Chainsaw opuścił basista Marek Jerchewicz. Zastąpił go były członek grup Butelka i Janusz Niekrasz Band, Paweł Kociszewski.
17 lutego 2010 grupa zawiesiła działalność. Jednak w lipcu 2011 muzycy podjęli decyzję o reaktywacji grupy.
1 czerwca 2012 gitarzysta i współzałożyciel, Jarosław Gajczuk-Zawadzki, podjął decyzję o opuszczeniu zespołu. Jego miejsce zajął Arkadiusz Kaczmarek, gitarzysta prog-metalowej formacji LFG. 
W 2016 rok zespół wszedł z nowym basistą, Bartkiem Wolakiem, który zastąpił "Kota" - Pawła Kociszewskigo. 

## Muzycy
| - Maciej „Maxx” Koczorowski – śpiew (od 1997) - Arkadiusz Kaczmarek – gitara (od 2012) - Arkadiusz „Rygiel” Rygielski – gitara (od 2000) - Bartek "Szwed" Wolak – gitara basowa (od 2016) - Sebastian Górski – perkusja (od 2002) | - Marcin Kuras – gitara (1997–1998) - Paweł „Ostry” Ostropolski – gitara basowa (1997–1999) - Sebastian „Bigos” Ostrowski – gitara (1998–2000) - Marcin „Siwy” Gajczuk-Zawadzki – perkusja (1997–2002) - Daniel „Demon” Karwicki – gitara basowa (1999–2003) - Marek „Maras” Jerchewicz – gitara basowa (2003–2008) - Jarosław Gajczuk-Zawadzki – gitara (od 1997 do 2012) - Paweł "Kot" Kociszewski - gitara basowa (2008-2016) |

## Dyskografia

### Albumy studyjne
- Electric Wizards (2002/2004)
- The Journey into the Heart of Darkness (2005)
- A Sin Act (2006)
- Acoustic Strings Quartet (2008)
- Evilution (2009)
- War of Words (2013)
- The Last Crusade (2017)

### Dema
- First Steps (1997)
- Second Steps (1997)
- Frogs (1998)
- Live at Kuźnia (1998)
- Chainsaw (2000)

### Inne
- Metal Works 1997-2002 (kompilacja, 2002)
- Shark Promo 2004 (split z Emerald, Black Rose, Defending the Faith; 2004)

## Nagrody i wyróżnienia
| Rok  | Kategoria        | Tytułem          | Nagroda   | Nota      | Źródło |
| ---- | ---------------- | ---------------- | --------- | --------- | ------ |
| 2015 | Kreacja aktorska | „Distant Dreams" | Yach Film | Nominacja | [ 6 ]  |